# 智聡
智聡（ちそう、生没年不詳）は、欽明天皇二十三年（562年）、大伴狭手彦にしたがって呉から来日した渡来人。日本に初めて医学書をつたえたとされる。知聡とも。650年、孝徳天皇に牛乳を献じて和薬使主（やまとのくすしのおみ）の姓を賜った善那使主の父親。

## 人物
智聡は百済に移り住んだ南朝梁の移民で、欽明天皇の治世にさらに百済から日本に居を移した。智聡は、日本に赴く時に、「内外の典・薬書・明堂図など百六十四巻、佛像一体、伎楽調度一具」をもっていき、仏典や仏像とともにそれらを朝廷に献上した。
横山七郎は、「按ずるに、和薬使主は呉人であるが、大伴狭手彦は、呉に使したことがないから、これは、高麗か百済かにいた呉人種が、狭手彦が高麗を伐っての帰陣に従って、わが国に帰化したものであろう」と述べている。